# Rio Kouris
O rio Kouris (grego Κούρης; turco Kuris) é uma hidrovia no Chipre. Medindo 38 km (24 mi) de comprimento, origina-se na parte sul das montanhas Troodos, atravessa o distrito de Limassol e chega ao mar em Cúrio. Pouca parte do rio existe na parte inferior de seu curso após a construção da Barragem Kouris na década de 1980. Isso teve o efeito de aumentar a bacia do norte do rio. Erími está situada no lado leste do rio, enquanto Kantou está na parte oeste. Episkopi, construído no topo de Cúrio, está situado perto da margem oeste do rio. Luigi Palma di Cesnola explorou a área ao redor da foz do rio e relatou sobre isto na década de 1870.